# Филиппов, Василий Макарович
Васи́лий Мака́рович Фили́ппов (14 января 1921, Пижуйла, Карельская трудовая коммуна — 6 октября 1944, Польша) — гвардии старший лейтенант, Герой Советского Союза (1945).

## Биография
Родился в крестьянской семье, карел.
Учился в начальной школе деревни Вохтозеро, затем в школе Спасской Губы. После окончания восьми классов, работал счетоводом в колхозе в Вохтозере.
В 1939 году призван в ряды РККА. Закончил ускоренные курсы младших лейтенантов при артиллерийском училище в 1941 году.
Сражался на Ленинградском, Карельском и Воронежском фронтах, под Новороссийском, на Левобережной Украине, в боях в Чехословакии и Польше.
Командир противотанковой батареи 299-го гвардейского артиллерийского полка 129-й гвардейской стрелковой дивизии 1-й гвардейской армии, 4-й Украинский фронт.

## Подвиг
В сентябре 1944 года, выдвинув артиллерийскую батарею на прямую наводку в районе села Каменне, отразил 4 контратаки противника.
В одном из наступательных боев в октябре 1944 года, уничтожив 5 огневых точек, повёл стрелков на штурм вражеского дота и был смертельно ранен.
Указом Президиума Верховного Совета 24 марта 1945 года В. М. Филиппову было посмертно присвоено звание Героя Советского Союза.
Похоронен в селе Балигруд (Польша).

## Семья
Брат — Пётр, сестры Вера и Мария.

## Награды и звания
- Герой Советского Союза (24.3.1945)
- Орден Ленина
- Орден Красной Звезды
- Медаль «За отвагу»
- Медаль «За оборону Ленинграда»

## Память
- В память о В. М. Филиппове установлены мемориальные доски в д. Вохтозеро, Спасская Губа, Кондопоге.
- Портрет Героя установлен в Галерее Героев Советского Союза в Петрозаводске в 1977 году.
- Портрет Героя в галерее Мемориала «Герои Советского Союза – земляки» (улица Пролетарская между домами №№ 10 и 14) в Кондопога Республика Карелия.
- Музей в Спасогубской школе Кондопожского района. Хранится грамота о присвоении Василию Макаровичу Филиппову звания Героя Советского Союза.